# Арташир III

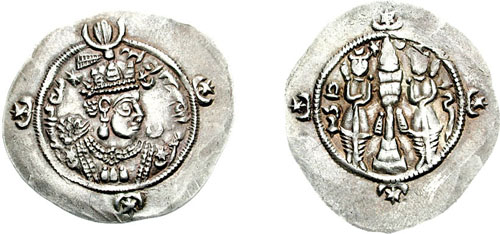
Монета Араташира III

Арташир III — шахиншах Ірану та ан-Ірану в 628-629 роках, з династії Сасанідів.

## Життєпис
Його батьком був перський цар Кавад II, а матір'ю — візантійка. 
Після смерті Кавада знать звела на престол його семирічного сина Арташира. Мех-Адур Гуснасп був обраний регентом при малолітньому царі. Той факт, що його матір'ю була гречанка, ймовірно, зробило Арташира менш популярним. Реальна влада перебувала в руках знаті і, особливо, Мех-Адур Гуснаспа. Він обіцяв відновлення порядку в Персії та довів це своїми діями. 
Політична ситуація до правління Арташира була вкрай важкою: місцеві вожді та воєначальники отримали занадто багато влади і не підпорядковувалися центральному уряду; імперська адміністрація розпадалася, а араби та турки грабували іранські прикордонні регіони.
У 629 хозари захопили північні області Ірану і за змовою з візантійським імператором Іраклієм обложили Ктесифон та взяли його. Тоді загинув Мех-Адур Гуснасп. Незабаром Арташир з причини малолітства був убитий Шахрваразом — колишнім полководцем Хосрова II.